# جنویو مورتون
جنویو مورتون (به انگلیسی: Genevieve Morton) (زاده ۹ ژوئیهٔ ۱۹۸۶) مدل اهل آفریقای جنوبی است.